# 이태균 (야구 선수)
이태균(李泰均, 1989년 1월 8일~)은 KBO 리그 한화 이글스의 선수이다.

## 출신 학교
- 인창초등학교
- 인창중학교
- 인창고등학교
- 성균관대학교